# ジュラ・メシュテル
ジュラ・メシュテル（セルビア語: Ђула Мештер、1972年4月3日 - ）は、セルビアの男子バレーボール選手。スボティツァ出身。ポジションはミドルブロッカー。元セルビア・モンテネグロ代表。

## 来歴
ユーゴスラビアリーグのヴォイヴォディナ・ノヴィサドから、1997年、イタリア・セリエAのモンティキアーリへ移籍。ギリシャリーグのAEKアテネを経て、2000年にセリエAへ戻り、トレントとピアチェンツァでプレーした。
1995年、ナショナルチーム代表に選出され、ユーゴスラビア代表として出場した、1996年アトランタオリンピックで銅メダルを獲得、2000年シドニーオリンピックでは金メダルの獲得に貢献した。翌2001年欧州選手権ではユーゴスラビアの初優勝に貢献した。
アンドリヤ・ゲリッチと共に、ユーゴバレーの黄金期を支えたミドルブロッカーとして、数々の国際大会で活躍したが、セルビア・モンテネグロ代表として出場した2004年アテネオリンピックを最後にナショナルチーム代表から退き、クラブチームもセリエAからセルビアリーグへと移籍した。

## 球歴
- オリンピック - 1996年（銅メダル）、2000年（金メダル）、2004年（5位）
- 世界選手権 - 1998年（銀メダル）
- ワールドグランドチャンピオンズカップ - 2001年（3位）
- ワールドリーグ - 2003年（準優勝）、2002年、2004年（3位）
- 欧州選手権 - 2001年（優勝）、1999年（3位）

## 所属クラブ
- ヴォイヴォディナ・ノヴィサド （1996-1997年）
- ガベカ・モンティキアーリ （1997-1999年）
- AEKアテネ （1999-2000年）
- トレンティーノ・バレー （2000-2002年）
- パッラヴォーロ・ピアチェンツァ （2002-2003年）
- ヴォイヴォディナ・ノヴィサド （2003-2005年）
- PAOKテッサロニキ （2005-2006年）